# Tonga i olympiska sommarspelen 1996
Tonga deltog i de olympiska sommarspelen 1996 med en trupp bestående av fem deltagare, fyra män och en kvinna.
Paea Wolfgramm tog Tongas första medalj i ett olympiskt spel.

## Medaljörer
| Medalj | Namn           | Sport   | Gren          |
| ------ | -------------- | ------- | ------------- |
| Silver | Paea Wolfgramm | Boxning | Supertungvikt |

## Boxning
Weltervikt
- Shane Heaps
  1. Omgång 1 — förlorade mot  Nourbek Kassenov (KGZ), 2-11

Supertungvikt
- Paea Wolfgramm →  Silver
  1. Omgång 1 — bye
  2. Omgång 2 — besegrade  Serguei Diahhovitch (BLR), 10-9
  3. Kvartsfinal — besegrade  Alexis Rubalcaba (CUB), 17-12
  4. Semifinal — besegrade  Duncan Dokiwari (NGR), 7-6
  5. Final — förlorade mot  Wladimir Klitschko (UKR), 3-7

## Friidrott
Damernas längdhopp
- Ana Liku
  - Kval — 6.06m (→ gick inte vidare)